# Aphthona hissarica
Aphthona hissarica es un coleóptero de la familia Chrysomelidae. Fue descrita científicamente por primera vez en 1975 por Lopatin.